# Guelfi
Guelfii erau susținătorii Statelor Papale în evul mediu, aflați în rivalitate cu ghibelinii (nume provenit de la cetatea Waiblingen), care erau adepții împăratului Sfântului Imperiu Roman. Facțiunile guelfilor și ghibelinilor (în italiană guelfi e ghibellini) și-au disputat puterea în mai toate orașele și comunele din Italia medievală, mai cu seamă între secolele al XII-lea și al XIV-lea.
Denumirea de guelf (în limba italiană Guelfo, plural Guelfi) reprezintă, după toate probabilitățile forma italiană pentru Welf, familia din care proveneau ducii de Bavaria, rivalii regilor și împăraților romano-germani de la jumătatea secolului al XII-lea din familia Hohenstaufen, originari din Suabia. 
Cele două denumiri au apărut în Italia în vremea împăratului Frederic I Barbarossa.

## Opțiunea unora dintre orașele italiene
| Principalele orașe ghibeline                                      | Principalele orașe guelfe                                 | Orașe cu opțiune variabilă                                                         |
| ----------------------------------------------------------------- | --------------------------------------------------------- | ---------------------------------------------------------------------------------- |
| Arezzo Cremona Forlì Modena Osimo Pisa Pistoia Siena Spoleto Todi | Bologna Brescia Crema Genova Lodi Mantova Orvieto Perugia | Bergamo Ferrara Florența Lucca Milano Padova Parma Piacenza Treviso Verona Vicenza |